# Willgodt Odhner
Willgodt Theophil Odhner, född 10 augusti 1845 i Dalby församling i Värmlands län, död 2 september 1905 i Sankta Katarina svenska församling i Sankt Petersburg i Ryssland, var en svensk ingenjör och uppfinnare av bland annat en räknemaskin.

## Biografi
Odhner var son till bruksinspektoren och amanuensen Theophil Dynamiel Odhner och Fredrika Sophia Wall. Efter oavslutade ingenjörsstudier vid Teknologiska institutet flyttade han 1868 till Sankt Petersburg där han snart började arbeta vid Ludvig Nobels verkstäder. Han arbetade där fram till år 1878.
Under tiden hos Nobel arbetade han samtidigt på sina egna idéer. År 1871 fick han chans att reparera en Thomas calculating machine (Arithmometer, patenterad 1820 i Frankrike av Thomas de Colmar) och han blev övertygad att det måste gå att lösa problemen med räknemaskiner och göra dem enklare att använda. Det tog honom 19 år tills den slutliga designen var klar, fastän han fick patent på uppfinningen 1878 i Tyskland och 1879 i Sverige. Den räknemaskin som han konstruerade gick i folkmun under benämningen Odhners pinnharv eller Odhnersnurran.
Odhner grundade en egen fabrik i Sankt Petersburg 1876, men sedan den ryska revolutionen brutit ut 1917 flyttades verksamheten till det nybildade AB Original-Odhner i Göteborg. År 1942 köptes företaget av AB Åtvidabergs Industrier, sedermera Facit AB.
Han gifte sig 1871 i Sankt Petersburg med Eleonora Alma Mathilda Skånberg, född 1853 i Lettland, död 1927 i Leningrad, som var dotter till gjutaren Fredrik Wilhelm Skånberg och Lovisa Fredrika Julia Jichard.

## Källhänvisningar
1. ↑  T Willgodt Odhner, Svenskt biografiskt lexikon, Svenskt Biografiskt Lexikon-ID: 7653.[källa från Wikidata]
2. ↑  Alexandra Selivanova (2011-01-25): "Wilgodt Theophil Odhner". Arkiverad 7 januari 2011 hämtat från the Wayback Machine. Tekniskamuseet.se. Läst 6 november 2014.